# Personlighedsspaltning
Personlighedsspaltning (også kaldet dissociativ identitetsforstyrrelse) er en dissociativ lidelse, der er karakteriseret ved tilstedeværelsen af to eller flere personligheder, der skiftes til at tage kontrol over et individs adfærd. Derudover forekommer der ofte amnesi (hukommelsestab). 
Mange forveksler tilstanden med skizofreni.
Diagnosen hører ind under angst og stressrelaterede tilstande og har koden 44.81 i diagnosesystemet ICD-10.